# Mount Hood Village
Mount Hood Village is een plaats (census-designated place) in de Amerikaanse staat Oregon, en valt bestuurlijk gezien onder Clackamas County.

## Demografie
Bij de volkstelling in 2000 werd het aantal inwoners vastgesteld op 3306.

## Geografie
Mount Hood Village ligt zo'n vijftien kilometer ten westen van de stratovulkaan Mount Hood, die met 3429 meter de hoogste berg van Oregon is. Door het dorp loopt Highway 26. Volgens het United States Census Bureau beslaat de plaats een oppervlakte van 17,7 km², voor 100 procent land, zonder water.

## Plaatsen in de nabije omgeving
De onderstaande figuur toont nabijgelegen plaatsen in een straal van 36 km rond Mount Hood Village.